# Distrito de Ansbach
El distrito de Ansbach es uno de los 71 distritos en que está dividido administrativamente el estado alemán de Baviera. Es el distrito con mayor área de Baviera. Es colindante (en el sentido de las agujas del reloj, empezando desde el Oeste) con los distritos de Ostalb, Schwäbisch Hall, Meno-Tauber (todos ellos en el estado federado de Baden-Württemberg) y los distritos bávaros de Neustadt an der Aisch-Bad Windsheim, Fürth, Roth, Weißenburg-Gunzenhausen y Danubio-Ries. La ciudad de Ansbach está rodeada por el distrito, pero no pertenece a él. Pese a ello, es la capital administrativa del mismo.

## Historia
Algunas de las ciudades del distrito ya existían en tiempos de Carlomagno, que visitó Feuchtwangen alrededor del año 800. En el siglo XIII las ciudades de Rothenburgo, Dinkelsbühl y Feuchtwange fueron elevadas a la categoría de Ciudades Imperiales Libres, por lo que pasaron a depender directamente del Emperador del Sacro Imperio Romano Germánico. La ciudad de Ansbach quedó ligada a la familia Hohenzollern, que estableció en la región el estado de Ansbach (más tarde Brandeburgo-Ansbach).
El distrito de Ansbach tal como es en la actualidad fue establecido en 1972, cuando los antiguos distritos de Ansbach, Dinkelsbühl, Feuchtwagen y Rottemburgo se unieron. La ciudad de Rottemburgo perdió su categoría de distrito urbano y fue incorporada al distrito.

## Geografía
Ansbach es el mayor distrito en área de Baviera. La mitad norte es el enclave del Frankenhöhe, una zona ligeramente montañosa. La parte sur está cubierta con bosques y matorrales. El nacimiento del río Altmühl, uno de los afluentes del Danubio, se encuentra en el distrito, cerca de la ciudad de Ansbach.

## Escudo de armas
El escudo de armas muestra:
- En la parte superior izquierda, los cuadros blancos y negros del blasón de la Dinastía Hohenzollern, que gobernaron el antiguo estado de Brandeburgo-Ansbach;
- En la parte superior derecha, el patrón de plata y gules del blasón de Franconia;
- En la parte inferior, el águila heráldica del Sacro Imperio Romano Germánico, que simboliza a las antiguas Ciudades Imperiales Libres de Rottemburgo, Dinkelsbühl y Feuchtwangen.

## Ciudades y municipios
| Ciudades | Municipios | |
| --- | --- | --- |
| 1. Dinkelsbühl 2. Feuchtwangen 3. Heilsbronn 4. Herrieden 5. Leutershausen 6. Merkendorf 7. Ornbau 8. Rothenburg ob der Tauber 9. Schillingsfürst 10. Wassertrüdingen 11. Windsbach 12. Wolframs-Eschenbach | 1. Adelshofen 2. Arberg 3. Aurach 4. Bechhofen 5. Bruckberg 6. Buch am Wald 7. Burgoberbach 8. Burk 9. Colmberg 10. Dentlein 11. Diebach 12. Dietenhofen 13. Dombühl 14. Dürrwangen 15. Ehingen 16. Flachslanden 17. Gebsattel 18. Gerolfingen 19. Geslau 20. Insingen 21. Langfurth 22. Lehrberg | 1. Lichtenau 2. Mitteleschenbach 3. Mönchsroth 4. Neuendettelsau 5. Neusitz 6. Oberdachstetten 7. Ohrenbach 8. Petersaurach 9. Röckingen 10. Rügland 11. Sachsen 12. Schnelldorf 13. Schopfloch 14. Steinsfeld 15. Unterschwaningen 16. Weidenbach 17. Weihenzell 18. Weiltingen 19. Wettringen 20. Wieseth 21. Wilburgstetten 22. Windelsbach 23. Wittelshofen 24. Wörnitz |